# Poecilmitis tearei
Poecilmitis tearei är en fjärilsart som beskrevs av Dickson 1966. Poecilmitis tearei ingår i släktet Poecilmitis och familjen juvelvingar. Inga underarter finns listade i Catalogue of Life.